# Basket-ball aux Jeux olympiques d'été de 2000
Pour des articles plus généraux, voir Basket-ball aux Jeux olympiques et Jeux olympiques d'été de 2000.
Navigation
Atlanta 1996 Athènes 2004
Les épreuves de basket-ball organisées dans le cadre des Jeux olympiques d'été de 2000 se déroulent à Sydney, en Australie, du 16 septembre au 1er octobre 2000. Il s'agit de la quinzième édition de ce tournoi. Les sélections américaines, tenantes du titre, remportent la médaille d'or dans les épreuves masculine et féminine. L'équipe de France masculine remporte la médaille d'argent.

## Formule de la compétition
Le basket-ball aux Jeux Olympiques d'été de 2000 compte deux épreuves : une épreuve masculine et une épreuve féminine. Chacune regroupe douze équipes représentantes de douze nations différentes, réparties en deux groupes de six. Du 16 au 25 septembre se tiennent les matches de poule. Chaque équipe dispute cinq rencontres contre les membres de son groupe. Un classement est ensuite établi, tenant compte des résultats de cette première phase. Les quatre premiers de chaque groupe sont qualifiés pour les quarts de finale, soit huit équipes par épreuve. Du 27 septembre au 1er octobre se déroule le tableau final, avec quarts, demies, petite et grande finale. Les finales féminines ont lieu le 30 septembre tandis que les finales masculines ont lieu le 1er octobre.
La compétition prévoit également des matchs de classement. Ainsi, les équipes ayant terminé cinquièmes et sixièmes de leur groupe disputent un match supplémentaire. Les cinquièmes des groupes A et B se disputent la neuvième place tandis que les sixièmes se disputent la onzième place. Les équipes éliminées en quarts-de-finale disputent elles aussi un match de classement. En effet, les perdants des affrontements entre premiers et quatrièmes lors des quarts de finale se retrouvent pour jouer la septième place, tandis que les perdants des affrontements entre seconds et troisièmes lors des quarts de finale jouent la cinquième place.

## Qualifications

### Tournoi masculin
Seul le pays organisateur ainsi que le vainqueur du championnat du monde 1998 sont directement qualifiés pour le tournoi Olympique. Les dix autres billets sont distribués lors des compétitions continentales de 1999.
| Mode de qualification          | Date de qualification | Places | Nations qualifiées                    |
| ------------------------------ | --------------------- | ------ | ------------------------------------- |
| Pays organisateur              | -                     | 1      | Australie                             |
| Championnat du monde 1998      | 9 août 1998           | 1      | Yougoslavie                           |
| Championnat d'Afrique 1999     | 6 août 1999           | 1      | Angola                                |
| Championnat des Amériques 1999 | 23 juillet 1999       | 2      | États-Unis Canada                     |
| Championnat d'Asie 1999        | 5 septembre 1999      | 1      | Chine                                 |
| Championnat d'Europe 1999      | 1er et 2 juillet 1999 | 5      | Italie Espagne France Lituanie Russie |
| Championnat d'Océanie 1999     | 2 octobre 1999        | 1      | Nouvelle-Zélande                      |

Il s'agit de la première apparition de la Nouvelle-Zélande dans l'épreuve masculine. Les États-Unis, quant à eux, participent pour la quatorzième fois.

### Tournoi féminin
| Mode de qualification          | Date de qualification | Places | Nations qualifiées              |
| ------------------------------ | --------------------- | ------ | ------------------------------- |
| Pays organisateur              | -                     | 1      | Australie                       |
| Championnat du Monde 1998      | 7 juin 1998           | 1      | États-Unis                      |
| Afrique                        | ??                    | 1      | Sénégal                         |
| Championnat des Amériques 1999 | 17 mai 1999           | 3      | Cuba Brésil Canada              |
| Championnat d'Asie 1999        | 9 mai 1999            | 1      | Corée du Sud                    |
| Championnat d'Europe 1999      | 4 juin 1999           | 4      | Pologne France Russie Slovaquie |
| Océanie                        | ??                    | 1      | Nouvelle-Zélande                |

## Sites des épreuves
Le tournoi de basket-ball se déroule dans deux salles différentes : au Dome et au SuperDome, toutes deux situées dans le parc olympique de Sydney. Le Dome est utilisé pour les matchs du premier tour ainsi que pour deux matchs de classement dans le tournoi masculin. Le SuperDome quant à lui abrite les matchs des phases finales ainsi que les matchs de classement.
| Parc Olympique, Sydney | \| The Dome The SuperDome \| | Parc Olympique, Sydney |
| The Dome               | \| The Dome The SuperDome \| | The SuperDome          |
| Capacité: 10 000       | \| The Dome The SuperDome \| | Capacité: 17 471       |
|                        | \| The Dome The SuperDome \| |                        |
| The Dome The SuperDome |                              |                        |

## Compétition

### Calendrier des épreuves
|  | Phase de groupe |  | Matchs de classement |  | Quarts-de-finale |  | Demi-finales |  | Finales |

| Calendrier des épreuves de basket-ball aux Jeux Olympiques d'été de 2000 | Calendrier des épreuves de basket-ball aux Jeux Olympiques d'été de 2000 | Calendrier des épreuves de basket-ball aux Jeux Olympiques d'été de 2000 | Calendrier des épreuves de basket-ball aux Jeux Olympiques d'été de 2000 | Calendrier des épreuves de basket-ball aux Jeux Olympiques d'été de 2000 | Calendrier des épreuves de basket-ball aux Jeux Olympiques d'été de 2000 | Calendrier des épreuves de basket-ball aux Jeux Olympiques d'été de 2000 | Calendrier des épreuves de basket-ball aux Jeux Olympiques d'été de 2000 | Calendrier des épreuves de basket-ball aux Jeux Olympiques d'été de 2000 | Calendrier des épreuves de basket-ball aux Jeux Olympiques d'été de 2000 | Calendrier des épreuves de basket-ball aux Jeux Olympiques d'été de 2000 | Calendrier des épreuves de basket-ball aux Jeux Olympiques d'été de 2000 | Calendrier des épreuves de basket-ball aux Jeux Olympiques d'été de 2000 | Calendrier des épreuves de basket-ball aux Jeux Olympiques d'été de 2000 | Calendrier des épreuves de basket-ball aux Jeux Olympiques d'été de 2000 | Calendrier des épreuves de basket-ball aux Jeux Olympiques d'été de 2000 | Calendrier des épreuves de basket-ball aux Jeux Olympiques d'été de 2000 | Calendrier des épreuves de basket-ball aux Jeux Olympiques d'été de 2000 | Calendrier des épreuves de basket-ball aux Jeux Olympiques d'été de 2000 | Calendrier des épreuves de basket-ball aux Jeux Olympiques d'été de 2000 |
| Septembre-Octobre 2000                                                   | Septembre-Octobre 2000                                                   | Septembre-Octobre 2000                                                   | 16                                                                       | 17                                                                       | 18                                                                       | 19                                                                       | 20                                                                       | 21                                                                       | 22                                                                       | 23                                                                       | 24                                                                       | 25                                                                       | 26                                                                       | 27                                                                       | 28                                                                       | 29                                                                       | 29                                                                       | 30                                                                       | 1                                                                        |
| ------------------------------------------------------------------------ | ------------------------------------------------------------------------ | ------------------------------------------------------------------------ | ------------------------------------------------------------------------ | ------------------------------------------------------------------------ | ------------------------------------------------------------------------ | ------------------------------------------------------------------------ | ------------------------------------------------------------------------ | ------------------------------------------------------------------------ | ------------------------------------------------------------------------ | ------------------------------------------------------------------------ | ------------------------------------------------------------------------ | ------------------------------------------------------------------------ | ------------------------------------------------------------------------ | ------------------------------------------------------------------------ | ------------------------------------------------------------------------ | ------------------------------------------------------------------------ | ------------------------------------------------------------------------ | ------------------------------------------------------------------------ | ------------------------------------------------------------------------ |
| Femmes                                                                   | Femmes                                                                   | féminin                                                                  |                                                                          |                                                                          |                                                                          |                                                                          |                                                                          |                                                                          |                                                                          |                                                                          |                                                                          |                                                                          |                                                                          |                                                                          |                                                                          |                                                                          |                                                                          |                                                                          |                                                                          |
| Hommes                                                                   | Hommes                                                                   | masculin                                                                 |                                                                          |                                                                          |                                                                          |                                                                          |                                                                          |                                                                          |                                                                          |                                                                          |                                                                          |                                                                          |                                                                          |                                                                          |                                                                          |                                                                          |                                                                          |                                                                          |                                                                          |

## Tournoi masculin

### Premier tour

#### Groupe A
| Rang | Équipe           | Pts | J | G | P | Pp  | Pc  | Diff |  | Résultats (dom.\ext.) |        |       |       |        |        |        |
| ---- | ---------------- | --- | - | - | - | --- | --- | ---- |  | --------------------- | ------ | ----- | ----- | ------ | ------ | ------ |
| 1    | États-Unis       | 10  | 5 | 5 | 0 | 505 | 359 | 146  |  | États-Unis            |        | 93-61 | 85-76 | 106-94 | 119-72 | 102-56 |
| 2    | Italie           | 8   | 5 | 3 | 2 | 332 | 349 | -17  |  | Italie                | 61-93  |       | 50-48 | 67-57  | 76-85  | 78-66  |
| 3    | Lituanie         | 8   | 5 | 3 | 2 | 372 | 339 | 33   |  | Lituanie              | 76-85  | 48-50 |       | 81-63  | 82-66  | 85-75  |
| 4    | France           | 7   | 5 | 2 | 3 | 372 | 374 | -2   |  | France                | 94-106 | 57-67 | 63-81 |        | 82-70  | 76-50  |
| 5    | Chine            | 7   | 5 | 2 | 3 | 368 | 419 | -51  |  | Chine                 | 72-119 | 85-76 | 66-82 | 70-82  |        | 75-60  |
| 6    | Nouvelle-Zélande | 5   | 5 | 0 | 5 | 307 | 416 | -109 |  | Nouvelle-Zélande      | 56-102 | 66-78 | 75-85 | 50-76  | 60-75  |        |

#### Groupe B
| Rang | Équipe      | Pts | J | G | P | Pp  | Pc  | Diff |  | Résultats (dom.\ext.) |        |       |        |       |       |       |
| ---- | ----------- | --- | - | - | - | --- | --- | ---- |  | --------------------- | ------ | ----- | ------ | ----- | ----- | ----- |
| 1    | Canada      | 9   | 5 | 4 | 1 | 433 | 373 | 60   |  | Canada                |        | 83-75 | 101-90 | 59-77 | 91-77 | 99-54 |
| 2    | Yougoslavie | 9   | 5 | 4 | 1 | 372 | 338 | 34   |  | Yougoslavie           | 75-83  |       | 80-66  | 66-60 | 78-65 | 73-64 |
| 3    | Australie   | 8   | 5 | 3 | 2 | 408 | 407 | 1    |  | Australie             | 90-101 | 66-80 |        | 75-71 | 91-80 | 86-75 |
| 4    | Russie      | 8   | 5 | 3 | 2 | 367 | 328 | 39   |  | Russie                | 77-59  | 60-66 | 71-75  |       | 71-63 | 88-65 |
| 5    | Espagne     | 6   | 5 | 1 | 4 | 349 | 376 | -27  |  | Espagne               | 77-91  | 65-78 | 80-91  | 63-71 |       | 64-45 |
| 6    | Angola      | 5   | 5 | 0 | 5 | 303 | 410 | -107 |  | Angola                | 54-99  | 64-73 | 75-86  | 65-88 | 45-64 |       |

### Phase finale
L'intégralité de la phase finale se déroule au SuperDome.

#### Tableau
|  | Quarts de finale | Quarts de finale | Quarts de finale | Quarts de finale |           |           | Demi-finales | Demi-finales | Demi-finales                  | Demi-finales                  |                               |                               | Finale      | Finale      | Finale      | Finale      |
|  |                  |                  |                  |                  |           |           |              |              |                               |                               |                               |                               |             |             |             |             |
|  | 28 septembre     | 28 septembre     | 28 septembre     | 28 septembre     |           |           | 29 septembre | 29 septembre | 29 septembre                  | 29 septembre                  |                               |                               | 1er octobre | 1er octobre | 1er octobre | 1er octobre |
|  | 28 septembre     | 28 septembre     | 28 septembre     | 28 septembre     |           |           | 29 septembre | 29 septembre | 29 septembre                  | 29 septembre                  |                               |                               | 1er octobre | 1er octobre | 1er octobre | 1er octobre |
|  | A2               | Italie           | 62               | 62               |           |           | 29 septembre | 29 septembre | 29 septembre                  | 29 septembre                  |                               |                               | 1er octobre | 1er octobre | 1er octobre | 1er octobre |
|  | A2               | Italie           | 62               | 62               |           |           | 29 septembre | 29 septembre | 29 septembre                  | 29 septembre                  |                               |                               | 1er octobre | 1er octobre | 1er octobre | 1er octobre |
|  | B3               | Australie        | 65               | 65               |           |           | 29 septembre | 29 septembre | 29 septembre                  | 29 septembre                  |                               |                               | 1er octobre | 1er octobre | 1er octobre | 1er octobre |
|  | B3               | Australie        | 65               | 65               | Australie | Australie | 52           | 52           |                               |                               |                               |                               | 1er octobre | 1er octobre | 1er octobre | 1er octobre |
|  | 28 septembre     |                  |                  |                  | Australie | Australie | 52           | 52           |                               |                               |                               |                               | 1er octobre | 1er octobre | 1er octobre | 1er octobre |
|  |                  |                  | France           | France           | 76        | 76        |              |              |                               |                               |                               |                               | 1er octobre | 1er octobre | 1er octobre | 1er octobre |
|  | B1               | Canada           | France           | France           | 76        | 76        | 63           | 63           |                               |                               |                               |                               | 1er octobre | 1er octobre | 1er octobre | 1er octobre |
|  | B1               | Canada           | 29 septembre     |                  |           |           | 63           | 63           |                               |                               |                               |                               | 1er octobre | 1er octobre | 1er octobre | 1er octobre |
|  | A4               | France           | 68               | 68               |           |           |              |              |                               |                               |                               |                               | 1er octobre | 1er octobre | 1er octobre | 1er octobre |
|  | A4               | France           | 68               | 68               | France    | France    | 75           | 75           |                               |                               |                               |                               |             |             |             |             |
|  | 28 septembre     |                  |                  |                  | France    | France    | 75           | 75           |                               |                               |                               |                               |             |             |             |             |
|  |                  |                  | États-Unis       | États-Unis       | 85        | 85        |              |              |                               |                               |                               |                               |             |             |             |             |
|  | B2               | Yougoslavie      | États-Unis       | États-Unis       | 85        | 85        | 63           | 63           |                               |                               |                               |                               |             |             |             |             |
|  | B2               | Yougoslavie      |                  |                  |           |           |              |              |                               |                               |                               |                               |             |             |             |             |
|  | A3               | Lituanie         | 76               | 76               |           |           |              |              |                               |                               |                               |                               |             |             |             |             |
|  | A3               | Lituanie         | 76               | 76               | Lituanie  | Lituanie  | 83           | 83           | Match pour la troisième place | Match pour la troisième place | Match pour la troisième place | Match pour la troisième place |             |             |             |             |
|  | 28 septembre     |                  |                  |                  | Lituanie  | Lituanie  | 83           | 83           | Match pour la troisième place | Match pour la troisième place | Match pour la troisième place | Match pour la troisième place |             |             |             |             |
|  |                  |                  | États-Unis       | États-Unis       | 85        | 85        |              |              | 1er octobre                   | 1er octobre                   | 1er octobre                   | 1er octobre                   |             |             |             |             |
|  | A1               | États-Unis       | États-Unis       | États-Unis       | 85        | 85        | 85           | 85           | 1er octobre                   | 1er octobre                   | 1er octobre                   | 1er octobre                   |             |             |             |             |
|  | A1               | États-Unis       |                  |                  |           |           |              | 85           |                               |                               | Australie                     | Australie                     | 71          | 71          |             |             |
|  | B4               | Russie           | 70               | 70               |           |           |              |              |                               |                               | Australie                     | Australie                     | 71          | 71          |             |             |
|  | B4               | Russie           | 70               | 70               | Lituanie  | Lituanie  | 89           | 89           |                               |                               |                               |                               |             |             |             |             |
|  |                  |                  |                  |                  |           |           |              |              |                               |                               |                               |                               |             |             |             |             |

#### Quarts de finale
| 28 septembre 2000 15h00 | Stats | Italie                                                         | 62-65                    | Australie                                   |  | SuperDome Affluence : 14 411 |
| 28 septembre 2000 15h00 | Stats | Score par mi-temps : 27-31, 35-34                              |                          |                                             |  | SuperDome Affluence : 14 411 |
| 28 septembre 2000 15h00 | Stats | Gregor Fučka 17 Fučka, G. Scarone, R. Chiacig 4 Gregor Fučka 3 | Points Rebonds Passes d. | Andrew Gaze 27 Mark Bradtke 8 Andrew Gaze 4 |  | SuperDome Affluence : 14 411 |

| 28 septembre 2000 17h00 | Stats | Canada                                            | 63-68                    | France                                                   |  | SuperDome Affluence : 14 411 |
| 28 septembre 2000 17h00 | Stats | Score par mi-temps : 23-38, 40-30                 |                          |                                                          |  | SuperDome Affluence : 14 411 |
| 28 septembre 2000 17h00 | Stats | Todd MacCulloch 23 Todd MacCulloch 9 Steve Nash 8 | Points Rebonds Passes d. | Laurent Sciarra 17 Laurent Sciarra 7 Antoine Rigaudeau 4 |  | SuperDome Affluence : 14 411 |

| 28 septembre 2000 20h00 | Stats | Yougoslavie                                               | 63-76                    | Lituanie                                                      |  | SuperDome Affluence : 14 260 |
| 28 septembre 2000 20h00 | Stats | Score par mi-temps : 32-37, 31-39                         |                          |                                                               |  | SuperDome Affluence : 14 260 |
| 28 septembre 2000 20h00 | Stats | Predrag Stojaković 20 Dejan Tomašević 8 Dejan Tomašević 2 | Points Rebonds Passes d. | Gintaras Einikis 26 Gintaras Einikis 8 Šarūnas Jasikevičius 4 |  | SuperDome Affluence : 14 260 |

| 28 septembre 2000 22h00 | Stats | États-Unis                                     | 85-70                    | Russie                                                       |  | SuperDome Affluence : 14 260 |
| 28 septembre 2000 22h00 | Stats | Score par mi-temps : 46-41, 39-29              |                          |                                                              |  | SuperDome Affluence : 14 260 |
| 28 septembre 2000 22h00 | Stats | Kevin Garnett 16 Kevin Garnett 11 Jason Kidd 8 | Points Rebonds Passes d. | Aleksandr Bashminov 12 Nikita Morgounov 11 Evgeny Pashutin 6 |  | SuperDome Affluence : 14 260 |

#### Demi-finales
| 29 septembre 2000 19h30 | Stats | Australie                                       | 52-76                    | France                                               |  | SuperDome Affluence : 14 653 |
| 29 septembre 2000 19h30 | Stats | Score par mi-temps : 29-44, 23-32               |                          |                                                      |  | SuperDome Affluence : 14 653 |
| 29 septembre 2000 19h30 | Stats | A. Gaze, S. Heal 10 Mark Bradtke 5 Shane Heal 5 | Points Rebonds Passes d. | Laurent Sciarra 16 Frédéric Weis 9 Laurent Sciarra 7 |  | SuperDome Affluence : 14 653 |

| 29 septembre 2000 21h30 | Stats | Lituanie                                                                     | 83-85                    | États-Unis                                       |  | SuperDome Affluence : 14 700 |
| 29 septembre 2000 21h30 | Stats | Score par mi-temps : 36-48, 47-37                                            |                          |                                                  |  | SuperDome Affluence : 14 700 |
| 29 septembre 2000 21h30 | Stats | Šarūnas Jasikevičius 27 S. Štombergas, E. Žukauskas 5 Šarūnas Jasikevičius 4 | Points Rebonds Passes d. | Vince Carter 18 Kevin Garnett 14 Kevin Garnett 4 |  | SuperDome Affluence : 14 700 |

#### Match pour la3eplace
| 1er octobre 2000 11h30 | Stats | Australie                                   | 71-89                    | Lituanie                                                       |  | SuperDome |
| 1er octobre 2000 11h30 | Stats | Score par mi-temps : 35-51, 36-38           |                          |                                                                |  | SuperDome |
| 1er octobre 2000 11h30 | Stats | Andrew Gaze 22 Sam Mackinnon 7 Shane Heal 4 | Points Rebonds Passes d. | Saulius Štombergas 28 Darius Songaila 7 Šarūnas Jasikevičius 6 |  | SuperDome |

#### Finale
| 1er octobre 2000 13h15 | Stats | France                               | 75-85                    | États-Unis                                                  |  | SuperDome |
| 1er octobre 2000 13h15 | Stats | Score par mi-temps : 32-46, 43-39    |                          |                                                             |  | SuperDome |
| 1er octobre 2000 13h15 | Stats | Laurent Sciarra 19 Laurent Sciarra 4 | Points Rebonds Passes d. | V. Carter, R. Allen 13 J. Kidd, A. Mourning 7 Gary Payton 3 |  | SuperDome |

### Matches de classements
| 11e place | 26 septembre | Nouvelle-Zélande | 70 | 60 | Angola      |
| 9e place  | 26 septembre | Chine            | 64 | 84 | Espagne     |
| 7e place  | 30 septembre | Canada           | 86 | 83 | Russie      |
| 5e place  | 30 septembre | Italie           | 69 | 59 | Yougoslavie |

### Statistiques

#### Leaders individuels
| Joueur               | PPM  |
| -------------------- | ---- |
| Andrew Gaze          | 19,9 |
| Shane Heal           | 14,9 |
| Vince Carter         | 14,8 |
| Michael Meeks        | 14,3 |
| Carlton Myers        | 14,3 |
| Šarūnas Jasikevičius | 14,0 |
| Steve Nash           | 13,7 |
| Wang Zhizhi          | 13,5 |
| Todd MacCulloch      | 13,0 |
| Sean Marks           | 13,0 |

| Joueur           | RPM |
| ---------------- | --- |
| Kevin Garnett    | 9,1 |
| Sean Marks       | 7,3 |
| Dejan Tomašević  | 6,9 |
| Gintaras Einikis | 6,3 |
| Roberto Dueñas   | 6,2 |
| Yao Ming         | 6,0 |
| Mark Bradtke     | 5,9 |
| Antonio McDyess  | 5,9 |
| Jason Kidd       | 5,3 |
| Todd MacCulloch  | 5,1 |

| Joueur               | PPM |
| -------------------- | --- |
| Steve Nash           | 6,9 |
| Evgeny Pashutin      | 5,6 |
| Šarūnas Jasikevičius | 5,1 |
| Jason Kidd           | 4,4 |
| Guo Shiqiang         | 4,2 |
| Shane Heal           | 3,8 |
| Laurent Sciarra      | 3,6 |
| Gary Payton          | 3,4 |
| Nacho Rodríguez      | 3,2 |
| Luc Longley          | 2,9 |

| Joueur           | IPM |
| ---------------- | --- |
| Andreï Kirilenko | 2,1 |
| Pero Cameron     | 1,7 |
| Nacho Rodríguez  | 1,5 |
| Laurent Sciarra  | 1,4 |
| Carlos Jiménez   | 1,4 |

| Joueur           | CPM |
| ---------------- | --- |
| Alonzo Mourning  | 2,3 |
| Yao Ming         | 2,2 |
| Andrei Fetisov   | 2,0 |
| Andreï Kirilenko | 1,9 |
| Frédéric Weis    | 1,8 |

#### Records individuels
| Catégorie        | Joueur                                                               | Total |
| ---------------- | -------------------------------------------------------------------- | ----- |
| Points           | Antoine Rigaudeau Saulius Štombergas                                 | 29    |
| Rebonds          | Alfonso Reyes                                                        | 15    |
| Passes décisives | Steve Nash                                                           | 15    |
| Interceptions    | Jim Bilba Pero Cameron Vince Carter Andreï Kirilenko Laurent Sciarra | 4     |
| Contres          | Alonzo Mourning                                                      | 6     |

## Tournoi féminin

### Premier tour

#### Groupe A
| Rang | Équipe    | Pts | J | G | P | Pp  | Pc  | Diff |  | Résultats (dom.\ext.) |       |       |       |       |       |       |
| ---- | --------- | --- | - | - | - | --- | --- | ---- |  | --------------------- | ----- | ----- | ----- | ----- | ----- | ----- |
| 1    | Australie | 10  | 5 | 5 | 0 | 394 | 264 | 130  |  | Australie             |       | 69-62 | 81-70 | 70-47 | 78-46 | 96-39 |
| 2    | France    | 9   | 5 | 4 | 1 | 338 | 287 | 51   |  | France                | 62-69 |       | 73-70 | 58-51 | 70-58 | 75-39 |
| 3    | Brésil    | 7   | 5 | 2 | 3 | 358 | 323 | 35   |  | Brésil                | 70-81 | 70-73 |       | 76-60 | 60-61 | 82-48 |
| 4    | Slovaquie | 7   | 5 | 2 | 3 | 294 | 292 | 2    |  | Slovaquie             | 47-70 | 51-58 | 60-76 |       | 68-56 | 68-32 |
| 5    | Canada    | 7   | 5 | 2 | 3 | 283 | 317 | -34  |  | Canada                | 46-78 | 58-70 | 61-60 | 56-68 |       | 62-41 |
| 6    | Sénégal   | 5   | 5 | 0 | 5 | 199 | 383 | -184 |  | Sénégal               | 39-96 | 39-75 | 48-82 | 32-68 | 41-62 |       |

#### Groupe B
| Rang | Équipe           | Pts | J | G | P | Pp  | Pc  | Diff |  | Résultats (dom.\ext.) |       |       |        |       |       |        |
| ---- | ---------------- | --- | - | - | - | --- | --- | ---- |  | --------------------- | ----- | ----- | ------ | ----- | ----- | ------ |
| 1    | États-Unis       | 10  | 5 | 5 | 0 | 436 | 312 | 124  |  | États-Unis            |       | 88-77 | 89-75  | 76-57 | 90-61 | 93-42  |
| 2    | Russie           | 8   | 5 | 3 | 2 | 398 | 325 | 73   |  | Russie                | 77-88 |       | 73-75  | 84-46 | 72-62 | 92-54  |
| 3    | Corée du Sud     | 8   | 5 | 3 | 2 | 382 | 357 | 25   |  | Corée du Sud          | 75-89 | 75-73 |        | 62-77 | 69-56 | 101-62 |
| 4    | Pologne          | 8   | 5 | 3 | 2 | 327 | 339 | -12  |  | Pologne               | 57-76 | 46-84 | 77-62  |       | 72-65 | 75-52  |
| 5    | Cuba             | 6   | 5 | 1 | 4 | 318 | 358 | -40  |  | Cuba                  | 61-90 | 62-72 | 56-69  | 65-72 |       | 74-55  |
| 6    | Nouvelle-Zélande | 5   | 5 | 0 | 5 | 265 | 435 | -170 |  | Nouvelle-Zélande      | 42-93 | 54-92 | 62-101 | 52-75 | 55-74 |        |

### Phase finale
L'intégralité de la phase finale se déroule au SuperDome.

#### Tableau
|  | Quarts de finale | Quarts de finale | Quarts de finale | Quarts de finale |              |              | Demi-finales | Demi-finales | Demi-finales                  | Demi-finales                  |                               |                               | Finale       | Finale       | Finale       | Finale       |
|  |                  |                  |                  |                  |              |              |              |              |                               |                               |                               |                               |              |              |              |              |
|  | 27 septembre     | 27 septembre     | 27 septembre     | 27 septembre     |              |              | 29 septembre | 29 septembre | 29 septembre                  | 29 septembre                  |                               |                               | 30 septembre | 30 septembre | 30 septembre | 30 septembre |
|  | 27 septembre     | 27 septembre     | 27 septembre     | 27 septembre     |              |              | 29 septembre | 29 septembre | 29 septembre                  | 29 septembre                  |                               |                               | 30 septembre | 30 septembre | 30 septembre | 30 septembre |
|  | A2               | France           | 59               | 59               |              |              | 29 septembre | 29 septembre | 29 septembre                  | 29 septembre                  |                               |                               | 30 septembre | 30 septembre | 30 septembre | 30 septembre |
|  | A2               | France           | 59               | 59               |              |              | 29 septembre | 29 septembre | 29 septembre                  | 29 septembre                  |                               |                               | 30 septembre | 30 septembre | 30 septembre | 30 septembre |
|  | B3               | Corée du Sud     | 68               | 68               |              |              | 29 septembre | 29 septembre | 29 septembre                  | 29 septembre                  |                               |                               | 30 septembre | 30 septembre | 30 septembre | 30 septembre |
|  | B3               | Corée du Sud     | 68               | 68               | Corée du Sud | Corée du Sud | 65           | 65           |                               |                               |                               |                               | 30 septembre | 30 septembre | 30 septembre | 30 septembre |
|  | 27 septembre     |                  |                  |                  | Corée du Sud | Corée du Sud | 65           | 65           |                               |                               |                               |                               | 30 septembre | 30 septembre | 30 septembre | 30 septembre |
|  |                  |                  | États-Unis       | États-Unis       | 78           | 78           |              |              |                               |                               |                               |                               | 30 septembre | 30 septembre | 30 septembre | 30 septembre |
|  | B1               | États-Unis       | États-Unis       | États-Unis       | 78           | 78           | 58           | 58           |                               |                               |                               |                               | 30 septembre | 30 septembre | 30 septembre | 30 septembre |
|  | B1               | États-Unis       | 29 septembre     |                  |              |              | 58           | 58           |                               |                               |                               |                               | 30 septembre | 30 septembre | 30 septembre | 30 septembre |
|  | A4               | Slovaquie        | 43               | 43               |              |              |              |              |                               |                               |                               |                               | 30 septembre | 30 septembre | 30 septembre | 30 septembre |
|  | A4               | Slovaquie        | 43               | 43               | États-Unis   | États-Unis   | 76           | 76           |                               |                               |                               |                               |              |              |              |              |
|  | 27 septembre     |                  |                  |                  | États-Unis   | États-Unis   | 76           | 76           |                               |                               |                               |                               |              |              |              |              |
|  |                  |                  | Australie        | Australie        | 54           | 54           |              |              |                               |                               |                               |                               |              |              |              |              |
|  | B2               | Russie           | Australie        | Australie        | 54           | 54           | 67           | 67           |                               |                               |                               |                               |              |              |              |              |
|  | B2               | Russie           |                  |                  |              |              |              |              |                               |                               |                               |                               |              |              |              |              |
|  | A3               | Brésil           | 68               | 68               |              |              |              |              |                               |                               |                               |                               |              |              |              |              |
|  | A3               | Brésil           | 68               | 68               | Brésil       | Brésil       | 52           | 52           | Match pour la troisième place | Match pour la troisième place | Match pour la troisième place | Match pour la troisième place |              |              |              |              |
|  | 27 septembre     |                  |                  |                  | Brésil       | Brésil       | 52           | 52           | Match pour la troisième place | Match pour la troisième place | Match pour la troisième place | Match pour la troisième place |              |              |              |              |
|  |                  |                  | Australie        | Australie        | 64           | 64           |              |              | 30 septembre                  | 30 septembre                  | 30 septembre                  | 30 septembre                  |              |              |              |              |
|  | A1               | Australie        | Australie        | Australie        | 64           | 64           | 76           | 76           | 30 septembre                  | 30 septembre                  | 30 septembre                  | 30 septembre                  |              |              |              |              |
|  | A1               | Australie        |                  |                  |              |              |              | 76           |                               |                               | Corée du Sud                  | Corée du Sud                  | 73           | 73           |              |              |
|  | B4               | Pologne          | 48               | 48               |              |              |              |              |                               |                               | Corée du Sud                  | Corée du Sud                  | 73           | 73           |              |              |
|  | B4               | Pologne          | 48               | 48               | Brésil       | Brésil       | 84           | 84           |                               |                               |                               |                               |              |              |              |              |
|  |                  |                  |                  |                  |              |              |              |              |                               |                               |                               |                               |              |              |              |              |

#### Quarts de finale
| 27 septembre 2000 20h00 | Stats | France                                                          | 59-68                    | Corée du Sud                                    |  | SuperDome Affluence : 14 605 |
| 27 septembre 2000 20h00 | Stats | Score par mi-temps : 27-30, 32-38                               |                          |                                                 |  | SuperDome Affluence : 14 605 |
| 27 septembre 2000 20h00 | Stats | Cathy Melain 21 Cathy Melain 11 C. Melain, Y. Souvré, A. Sauret | Points Rebonds Passes d. | Yang Jung-ok 15 Jung Sun-min 5 Chung Eun-soon 5 |  | SuperDome Affluence : 14 605 |

| 27 septembre 2000 22h00 | Stats | États-Unis                                                    | 58-43                    | Slovaquie                                                     |  | SuperDome Affluence : 14 605 |
| 27 septembre 2000 22h00 | Stats | Score par mi-temps : 32-23, 26-20                             |                          |                                                               |  | SuperDome Affluence : 14 605 |
| 27 septembre 2000 22h00 | Stats | Lisa Leslie 18 Yolanda Griffith 11 Edwards, Staley, Swoopes 3 | Points Rebonds Passes d. | Martina Gyurcsi 18 A. Kotočová, M. Gyurcsi 7 Zuzana Žirková 2 |  | SuperDome Affluence : 14 605 |

| 27 septembre 2000 17h00 | Stats | Russie                                                            | 67-68                    | Brésil                                                              |  | SuperDome Affluence : 14 381 |
| 27 septembre 2000 17h00 | Stats | Score par mi-temps : 39-38, 28-30                                 |                          |                                                                     |  | SuperDome Affluence : 14 381 |
| 27 septembre 2000 17h00 | Stats | Elena Efimovna Kuzmina 18 Natalia Zassoulskaïa 6 Anna Arkhipova 5 | Points Rebonds Passes d. | Alessandra Santos de Oliveira 17 Janeth Arcain 9 C. Neves, H. Luz 4 |  | SuperDome Affluence : 14 381 |

| 27 septembre 2000 15h00 | Stats | Australie                                                   | 76-48                    | Pologne                                                   |  | SuperDome Affluence : 14 381 |
| 27 septembre 2000 15h00 | Stats | Score par mi-temps : 43-28, 33-20                           |                          |                                                           |  | SuperDome Affluence : 14 381 |
| 27 septembre 2000 15h00 | Stats | Lauren Jackson 17 L. Jackson, M. Brogan 9 Kristi Harrower 5 | Points Rebonds Passes d. | E. Nowak, M. Dydek 12 Małgorzata Dydek 12 Beata Predehl 3 |  | SuperDome Affluence : 14 381 |

#### Demi-finales
| 29 septembre 2000 16h30 | Stats | Corée du Sud                                      | 65-78                    | États-Unis                                        |  | SuperDome Affluence : 14 700 |
| 29 septembre 2000 16h30 | Stats | Score par mi-temps : 40-42, 25-36                 |                          |                                                   |  | SuperDome Affluence : 14 700 |
| 29 septembre 2000 16h30 | Stats | Park Jung-eun 14 Chun Joo-weon 5 Chung Eun-soon 5 | Points Rebonds Passes d. | Sheryl Swoopes 19 Lisa Leslie 12 Sheryl Swoopes 5 |  | SuperDome Affluence : 14 700 |

| 29 septembre 2000 14h30 | Stats | Brésil                                                            | 52-64                    | Australie                                                             |  | SuperDome Affluence : 14 700 |
| 29 septembre 2000 14h30 | Stats | Score par mi-temps : 27-36, 25-28                                 |                          |                                                                       |  | SuperDome Affluence : 14 700 |
| 29 septembre 2000 14h30 | Stats | Janeth Arcain 21 Alessandra Santos de Oliveira 14 Janeth Arcain 4 | Points Rebonds Passes d. | S. Brondello, L. Jackson 16 Lauren Jackson 9 K. Harrower, M. Brogan 4 |  | SuperDome Affluence : 14 700 |

#### Match pour la3eplace
| 30 septembre 2000 18h00 | Stats | Corée du Sud                                       | 73-84                    | Brésil                                                                           | OT | SuperDome |
| 30 septembre 2000 18h00 | Stats | Score par mi-temps : 34-30, 31-35                  |                          |                                                                                  | OT | SuperDome |
| 30 septembre 2000 18h00 | Stats | Jung Sun-min 23 Jung S., Yang J. 5 Chun Joo-weon 6 | Points Rebonds Passes d. | Janeth Arcain 28 Alessandra Santos de Oliveira 16 Adriana Aparecida dos Santos 6 | OT | SuperDome |

#### Finale
| 30 septembre 2000 20h00 | Stats | États-Unis                                                            | 76-54                    | Australie                                             |  | SuperDome |
| 30 septembre 2000 20h00 | Stats | Score par mi-temps : 43-30, 33-24                                     |                          |                                                       |  | SuperDome |
| 30 septembre 2000 20h00 | Stats | L. Leslie, N. Williams 15 Yolanda Griffith 12 L. Leslie, T. Edwards 3 | Points Rebonds Passes d. | Lauren Jackson 20 Lauren Jackson 13 Kristi Harrower 2 |  | SuperDome |

### Matches de classements
| 11e place | 26 septembre | Nouvelle-Zélande | 72 | 69 | Sénégal |
| 9e place  | 26 septembre | Cuba             | 67 | 58 | Canada  |
| 7e place  | 29 septembre | Slovaquie        | 64 | 57 | Pologne |
| 5e place  | 29 septembre | France           | 71 | 59 | Russie  |

### Statistiques

#### Leaders individuels
| Joueuse                       | PPM  |
| ----------------------------- | ---- |
| Janeth Arcain                 | 20,5 |
| Małgorzata Dydek              | 20,4 |
| Lauren Jackson                | 15,9 |
| Lisa Leslie                   | 15,8 |
| Cathy Melain                  | 14,9 |
| Yamilé Martínez               | 14,5 |
| Alessandra Santos de Oliveira | 14,4 |
| Jung Sun-min                  | 13,9 |
| Isabelle Fijalkowski          | 13,9 |
| Sheryl Swoopes                | 13,4 |

| Joueuse                       | RPM  |
| ----------------------------- | ---- |
| Małgorzata Dydek              | 12,1 |
| Alessandra Santos de Oliveira | 9,5  |
| Yolanda Griffith              | 8,8  |
| Lauren Jackson                | 8,4  |
| Lisa Leslie                   | 7,9  |
| Dianne Norman                 | 7,7  |
| Astou N'Diaye-Diatta          | 7,3  |
| Tammy Sutton-Brown            | 7,3  |
| Cathy Melain                  | 6    |
| Natalie Williams              | 5,9  |

| Joueuse                   | PPM |
| ------------------------- | --- |
| Chun Joo-weon             | 4,5 |
| Chung Eun-soon            | 3,8 |
| Kristi Harrower           | 3,8 |
| Dawn Staley               | 3,6 |
| Anna Arkhipova            | 3,6 |
| Teresa Edwards            | 3,4 |
| Licet Castillo            | 3,2 |
| Helen Cristina Santos Luz | 3,1 |
| Cathy Melain              | 3,1 |
| Sheryl Swoopes            | 3   |

| Joueuse              | IPM |
| -------------------- | --- |
| Janeth Arcain        | 1,8 |
| Astou N'Diaye-Diatta | 1,7 |
| Carla Boyd           | 1,5 |
| Lauren Jackson       | 1,5 |
| Jung Sun-min         | 1,4 |

| Joueuse                | CPM |
| ---------------------- | --- |
| Lauren Jackson         | 2,4 |
| Małgorzata Dydek       | 2,3 |
| Tammy Sutton-Brown     | 2,0 |
| Ielena Khoudachova     | 1,1 |
| Elena Efimovna Kuzmina | 1   |

#### Records individuels
| Catégorie        | Joueur                    | Total |
| ---------------- | ------------------------- | ----- |
| Points           | Małgorzata Dydek          | 32    |
| Rebonds          | Małgorzata Dydek          | 18    |
| Passes décisives | Chun Joo-weon             | 11    |
| Interceptions    | Carla Boyd Sheryl Swoopes | 5     |
| Contres          | Lauren Jackson            | 6     |

## Résultats

### Classements des épreuves
| Rang | Équipe           | MJ | V-D |
| ---- | ---------------- | -- | --- |
| 1    | États-Unis       | 8  | 8-0 |
| 2    | Australie        | 8  | 7-1 |
| 3    | Brésil           | 8  | 4-4 |
| 4    | Corée du Sud     | 8  | 4-4 |
| 5    | France           | 7  | 5-2 |
| 6    | Russie           | 7  | 3-4 |
| 7    | Slovaquie        | 7  | 3-4 |
| 8    | Pologne          | 7  | 3-4 |
| 9    | Cuba             | 6  | 2-4 |
| 10   | Canada           | 6  | 2-4 |
| 11   | Nouvelle-Zélande | 6  | 1-5 |
| 12   | Sénégal          | 6  | 0-6 |

| Rang | Équipe           | MJ | V-D |
| ---- | ---------------- | -- | --- |
| 1    | États-Unis       | 8  | 8-0 |
| 2    | France           | 8  | 4-4 |
| 3    | Lituanie         | 8  | 5-3 |
| 4    | Australie        | 8  | 4-4 |
| 5    | Italie           | 7  | 4-3 |
| 6    | Yougoslavie      | 7  | 4-3 |
| 7    | Canada           | 7  | 5-2 |
| 8    | Russie           | 7  | 3-4 |
| 9    | Espagne          | 6  | 2-4 |
| 10   | Chine            | 6  | 2-4 |
| 11   | Nouvelle-Zélande | 6  | 1-5 |
| 12   | Angola           | 6  | 0-6 |

### Podiums
| Épreuves         | Or | Argent | Bronze |
| ---------------- | --- | --- | --- |
| Tournoi féminin  | États-Unis Teresa Edwards Lisa Leslie Nikki McCray Dawn Staley Sheryl Swoopes Ruthie Bolton Yolanda Griffith Chamique Holdsclaw Delisha Milton Katie Smith Natalie Williams Kara Wolters | Australie Carla Boyd Sandy Brondello Shelley Sandie Rachael Sporn Michele Timms Annie Burgess Trisha Fallon Michelle Brogan Kristi Harrower Jo Hill Lauren Jackson Jennifer Whittle       | Brésil Janeth Arcain Alessandra Oliviera Adriana Aparecida dos Santos Cíntia Silva dos Santos Ilisaine Karen David Lilian Cristina Lopes Gonçalves Silvia Luz Helen Cristina Santos Luz Cláudia das Neves Adriana Moisés Pinto Kelly Santos Marta Sobral |
| Tournoi masculin | États-Unis Steve Smith Gary Payton Vince Carter Shareef Abdur-Rahim Ray Allen Vin Baker Kevin Garnett Tim Hardaway Allan Houston Jason Kidd Antonio McDyess Alonzo Mourning              | France Jim Bilba Yann Bonato Makan Dioumassi Laurent Foirest Thierry Gadou Cyril Julian Crawford Palmer Antoine Rigaudeau Stéphane Risacher Laurent Sciarra Moustapha Sonko Frédéric Weis | Lituanie Gintaras Einikis Saulius Štombergas Eurelijus Žukauskas Dainius Adomaitis Šarūnas Jasikevičius Kęstutis Marčiulionis Tomas Masiulis Darius Maskoliūnas Ramūnas Šiškauskas Darius Songaila Mindaugas Timinskas Andrius Giedraitis                |

### Tableau des médailles
| Rang  | Nation     | Or | Argent | Bronze | Total |
| ----- | ---------- | -- | ------ | ------ | ----- |
| 1     | États-Unis | 2  | 0      | 0      | 2     |
| 2     | Australie  | 0  | 1      | 0      | 1     |
| 2     | France     | 0  | 1      | 0      | 1     |
| 4     | Brésil     | 0  | 0      | 1      | 1     |
| 4     | Lituanie   | 0  | 0      | 1      | 1     |
| Total | Total      | 2  | 2      | 2      | 6     |

## Sources
- Rapport complet de la compétition : Official Olympic Report la84foundation.org. Accessed June 10, 2011.